# Clinical Transplantation
Clinical Transplantation: The Journal of Clinical and Translational Research è una rivista scientifica internazionale di medicina dei trapianti (terapia, chirurgia e sperimentazione) sottoposta a revisione paritaria e pubblicata mensilmente dalla John Wiley & Sons (editore) per conto dell'American Society of Transplantation e dell'American Society of Transplant Surgeons. È una rivista gemella dell'American Journal of Transplantation.
Una parte degli articoli è pubblicata in modalità di accesso aperto.
La rivista presenta le ultime ricerche sulla cura dei pazienti che necessitano o hanno subito trapianti di organi o tessuti, tra cui: rene, intestino, fegato, pancreas, isole pancreatiche, cuore, valvole cardiache, polmone, midollo osseo, cornea, pelle, ossa e cartilagine.
Pubblica articoli di ricerca originali, articoli di revisione, brevi comunicazioni, studi clinici e traslazionali, relativi a: immunologia e immunosoppressione; preparazione del paziente; questioni sociali, etiche e psicologiche; complicanze, risultati a breve e lungo termine; organi artificiali; donazione e conservazione di organi e tessuti; studi traslazionali; progressi nella tipizzazione dei tessuti; aggiornamenti sulla patologia dei trapianti.
Essa si rivolge a medici e ricercatori nel variegato campo dei trapianti: chirurghi, immunologi clinici, criobiologi, ematologi, gastroenterologi, epatologi, pneumologi, nefrologi, cardiologi ed endocrinologi.
Al 2025, il caporedattore è Ron Shapiro, MD.

## Articoli notevoli
Esempi derivati da en.wiki
- Gruesomer AC, Sutherland DE, Pancreas transplant outcomes for United States (US) and non-US cases as reported to the United Network for Organ Sharing (UNOS) and the International Pancreas Transplant Registry (SCRIPT) as of June 2004, in Clinical Transplantation, vol. 19, n. 4, 2005,  pp. 433–55, DOI:10.1111/j.1399-0012.2005.00378.x, PMID 16008587. (trapianto di pancreas)
- Geetha D, Zachary JB, Baldado HM, Kronz JD, Kraus ES, Pure red cell aplasia caused by Parvovirus B19 infection in solid organ transplant recipients: a case report and review of literature, in Clinical Transplantation, vol. 14, n. 6, dicembre 2000,  pp. 586–91, DOI:10.1034/j.1399-0012.2000.140612.x, PMID 11127313. (eritroblastopenia transitoria dell'infanzia)
- Geetha D, Zachary JB, Baldado HM, Kronz JD, Kraus ES, Pure red cell aplasia caused by Parvovirus B19 infection in solid organ transplant recipients: a case report and review of literature, in Clinical Transplantation, vol. 14, n. 6, dicembre 2000,  pp. 586–91, DOI:10.1034/j.1399-0012.2000.140612.x, PMID 11127313. (aplasia eritroide pura)
- (EN) Rubin Zhang, Donor-Specific Antibodies in Kidney Transplant Recipients, in Clinical Journal of the American Society of Nephrology, vol. 13, n. 1, 6 gennaio 2018,  pp. 182–192, DOI:10.2215/CJN.00700117, ISSN 1555-9041 (WC · ACNP), PMC 5753302, PMID 28446536. (tipizzazione tissutale)
- (EN) Georges Mourad, Emmanuel Morelon, Christian Noël, Denis Glotz e Yvon Lebranchu, The role of Thymoglobulin induction in kidney transplantation: an update, in Clinical Transplantation, vol. 26, n. 5, 1º settembre 2012,  pp. E450–E464, DOI:10.1111/ctr.12021, ISSN 1399-0012 (WC · ACNP), PMID 23061755. (timoglobilina)
- (EN) Sunita Mathur, Tania Janaudis-Ferreira, Julia Hemphill, Joseph A. Cafazzo, Donna Hart, Sandra Holdsworth, Mike Lovas e Lisa Wickerson, User-centered design features for digital health applications to support physical activity behaviors in solid organ transplant recipients: A qualitative study, in Clinical Transplantation, vol. 35, n. 12, 23 settembre 2021,  pp. e14472, DOI:10.1111/ctr.14472, ISSN 0902-0063 (WC · ACNP), PMID 34510558. (progettazione centrata sull'utente)
- Gerber PA, Hochuli M, Benediktsdottir BD, Zuellig RA, Tschopp O, Glenck M, de Rougemont O, Oberkofler C, Spinas GA, Lehmann R, Islet transplantation as safe and efficacious method to restore glycemic control and to avoid severe hypoglycemia after donor organ failure in pancreas transplantation (PDF), in Clinical Transplantation, vol. 32, n. 1, gennaio 2018,  pp. e13153, DOI:10.1111/ctr.13153, PMID 29140547. (trapianto di cellule insulari)
- Midtvedt K, Fauchald P, Lien B, Hartmann A, Albrechtsen D, Bjerkely BL, Leivestad T, Brekke IB, Individualized T cell monitored administration of ATG versus OKT3 in steroid-resistant kidney graft rejection, in Clinical Transplantation, vol. 17, n. 1, febbraio 2003,  pp. 69–74, DOI:10.1034/j.1399-0012.2003.02105.x, PMID 12588325. (Muromonab)
- Rodrigue JR, Fleishman A, Vishnevsky T, Fitzpatrick S, Boger M, Organ donation video messaging: Differential appeal, emotional valence, and behavioral intention, in Clinical Transplantation, vol. 28, n. 10, 2014,  pp. 1184–92, DOI:10.1111/ctr.12449, PMID 25125237. (analisi e ricerca dei risultati chirurgici)